# Brauerei Günther
Die Brauerei Günther ist eine seit 1840 bestehende Privatbrauerei in Burgkunstadt mit eigener Gaststätte. Ihr Absatzgebiet erstreckt sich auf Oberfranken und das südliche Thüringen. Der jährliche Ausstoß liegt bei 7000 Hektolitern.

## Geschichte
1840 begannen die Brüder Johann und Georg Günther als Kommunbrauer im Burgkunstadter Kommunbrauhaus für die eigene Gastwirtschaft Bier zu brauen.
Baptist Günther errichtete im Jahr 1935 einen Eiskeller mit Lager- und Gärkeller in der Unterstadt, der 1952  zu einem Sudhaus mit Gaststätte umgebaut wurde, das noch besteht.
1990 konnte die Brauerei ihr Absatzgebiet bis ins südliche Thüringen erweitern. Aufgrund der gesteigerten Nachfrage wurde 2004 mit dem Bau eines neuen Sudhauses im städtischen Gewerbegebiet begonnen, das im Mai 2005 fertiggestellt wurde.
Günther Bräu beliefert vor allem Gaststätten und Getränkemärkte, jedoch auch Feste, Vereine und Selbstabholer.

## Sorten
Dauerhaft im Sortiment sind folgende Biere vertreten: Pilsener Bier, Lagerbier („Bernstein“), Schwarzbier, Weißbier, Kellerbier, Helles und „Jubiläumsbier“. Saisonal im Angebot befinden sich die Sorten Bockbier (Mitte Oktober bis Ende Januar) und „Wintergold“ (Mitte Oktober bis Ende Februar).

## Sonstiges
Die Brauerei ist Mitglied im Brauring, einer Kooperationsgesellschaft privater Brauereien aus Deutschland, Österreich und der Schweiz.